# Grosse Entlen
Die Grosse Entlen (auch Grosse Entle) ist ein fast 18 Kilometer langer rechter Nebenfluss der Kleinen Emme im Kanton Luzern. Nach der Einmündung der Kleinen Entlen wird sie nur noch Entlen genannt. Sie ist der Namensgeber des Entlebuchs.

## Name
Der Name ist vermutlich keltischen Ursprungs. Es handelt sich wohl um eine l-Ableitung der keltischen Wurzel *and- für 'hervorkommen, hervorsprudeln'.

## Geographie

### Verlauf
Die Grosse Entlen entspringt an der Wasserfallenegg an der Nordflanke des Fürsteins auf einer Höhe von 1707 m ü. M. direkt an der Grenze zum Kanton Obwalden.
Auf einer Höhe von 1158 m ü. M. mündet von rechts der Entlebucher Rotbach in die Grosse Entlen. Hier befindet sich das national geschützte Amphibienlaichgebiet Gürmschmoos. Südlich des Weilers Brüedere, Entlebuch, mündet mit dem Rischbach der Älleggbach in die Entlen. Nur wenige Meter später mündet von rechts der Eibach. Auf 818 m ü. M. mündet von links die Kleine Entlen in die Grosse Entlen. An ihrem ganzen Bachlauf bildet die Grosse Entlen die Grenze von Hasle und Entlebuch. Ein weiterer Zufluss ist der Gretebach. Die Zone zwischen der Mündung des Älleggbachs bis zum Äntleport ist als Entlental im Bundesinventar der Auengebiete von nationaler Bedeutung verzeichnet und steht unter Naturschutz.
Sie mündet schliesslich aus dem Süden kommend am Nordwestrand von Entlebuch auf einer Höhe von 665 m ü. M. in einem spitzen Winkel von rechts in die aus dem Südsüdwesten heranziehende Kleine Emme.
Der etwa 17,67 km lange Lauf der Grossen Entlen endet ungefähr 1042 Höhenmeter unterhalb ihrer Quelle, sie hat somit ein mittleres Sohlgefälle von circa 59 ‰.

### Einzugsgebiet
Das 65,75 km² grosse Einzugsgebiet der Grossen Entlen liegt in den Emmentaler Alpen und wird durch sie über die Kleine Emme, die Reuss, die Aare und den Rhein zur Nordsee entwässert.
Es besteht zu 43,7 % aus bestockter Fläche, zu 45,8 % aus Landwirtschaftsfläche, zu 2,2 % aus Siedlungsfläche und zu 8,4 % aus unproduktiven Flächen.
Die Flächenverteilung
Die mittlere Höhe des Einzugsgebietes beträgt 1262,7 m ü. M.

### Zuflüsse
Von der Quelle zur Mündung. Namen nach dem Geoportal des Kantons Luzern
Grosse Entlen
- Wasserfallebach (links)
- Grosse Entle (rechts)
- Lanzigebach (links)
- Rotbach (rechts)
- Älleggbach (rechts)
- Eibach (rechts)
- Ruchbach (links)
- Gfellenbach (rechts)
- Gfellenschiltbach (rechts)
- Lipperebach (rechts)
- Kleine Entle (links)

Entlen
- Stöckligraben (rechts)
- Nachzelbach (links)
- Gretenebach (links)
- Burggraben (rechts)
- Schlichbach (links)
- Grabelochbach (rechts)

## Hydrologie
Bei der Mündung der Grossen Entlen in die Kleine Emme beträgt ihre modellierte mittlere Abflussmenge (MQ) 2,60 m³/s. Ihr Abflussregimetyp ist nival de transition und ihre Abflussvariabilität beträgt 19.

## Brücken
Auf ihrem Weg führen etwa zwölf Brücken und Stege über die Grosse Entlen.
Zwei denkmalgeschützte gedeckte Holzbrücken überqueren den Fluss: die Farbschachenbrücke (erstellt 1856) und die Zwischenwassernbrücke (erstellt 1888).
Kurz vor der Mündung in die Kleine Emme überqueren die Strassenbrücke der Hauptstrasse 10 sowie die SBB-Eisenbahnbrücke der Bahnstrecke Bern–Luzern den Fluss.

Brücken über die Grosse Entlen zwischen Hasle und Entlebuch
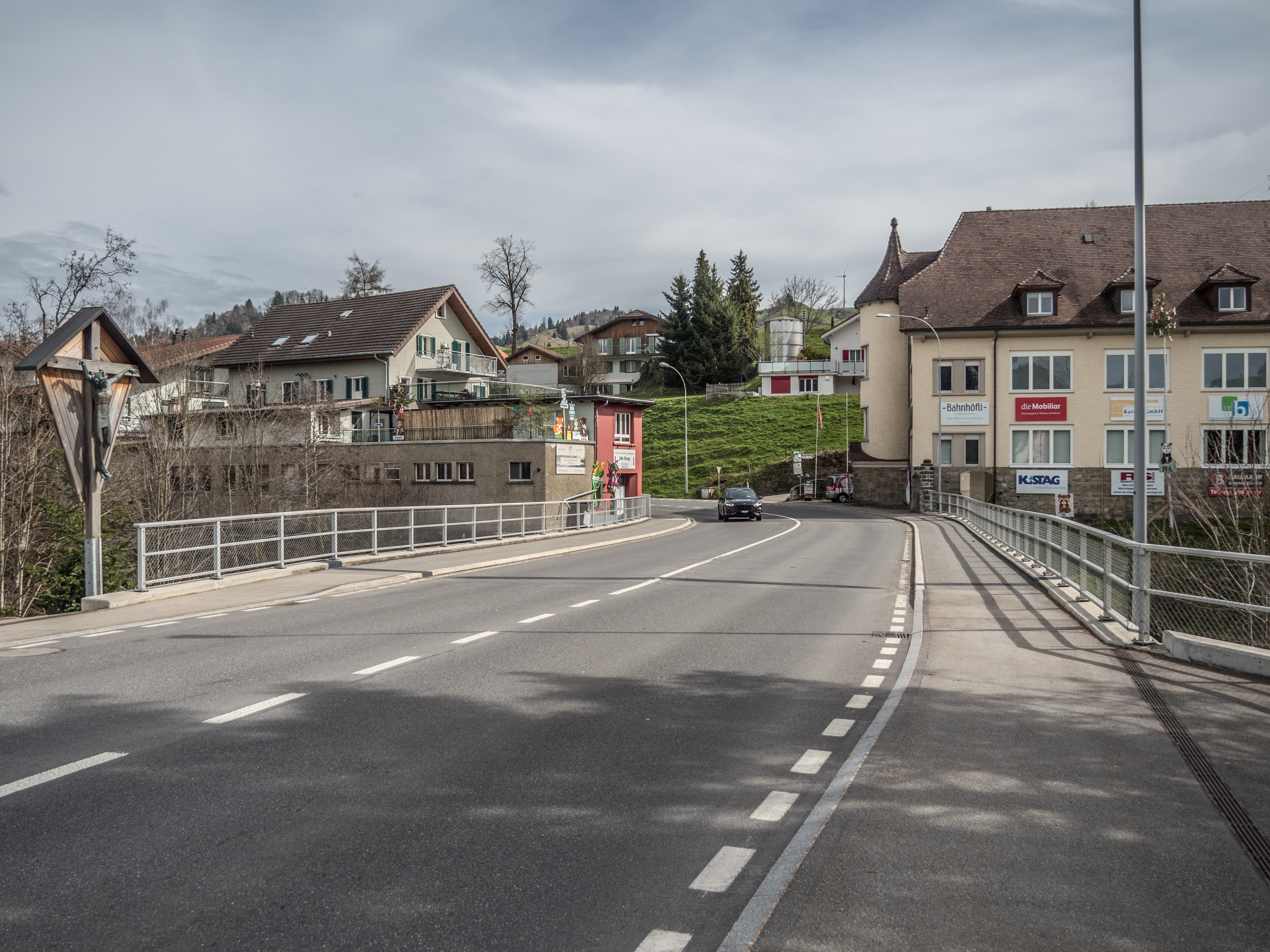
Hauptstrasse 10-Brücke beim Farbstutz
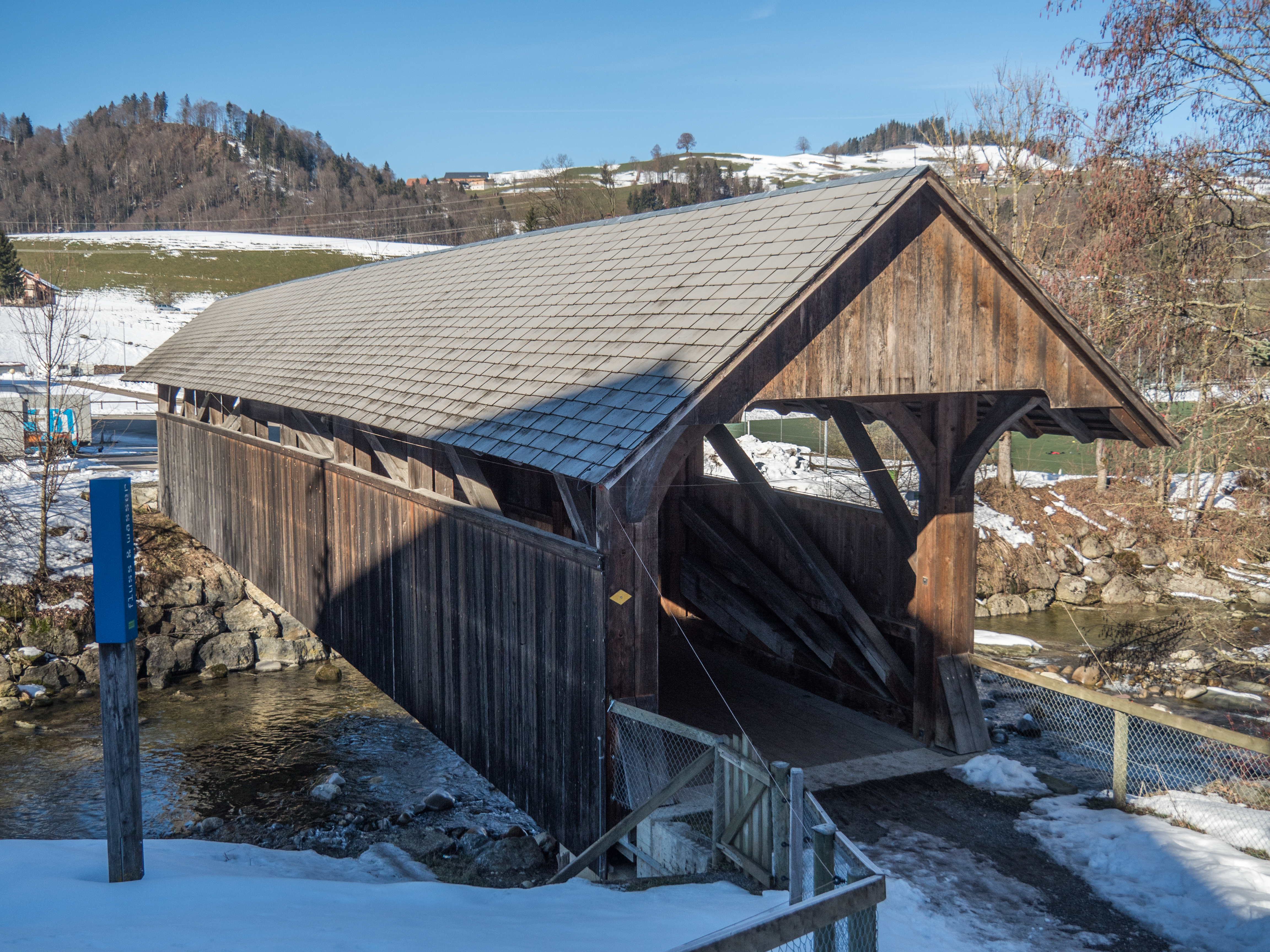
Denkmalgeschützte Farbschachenbrücke von 1856
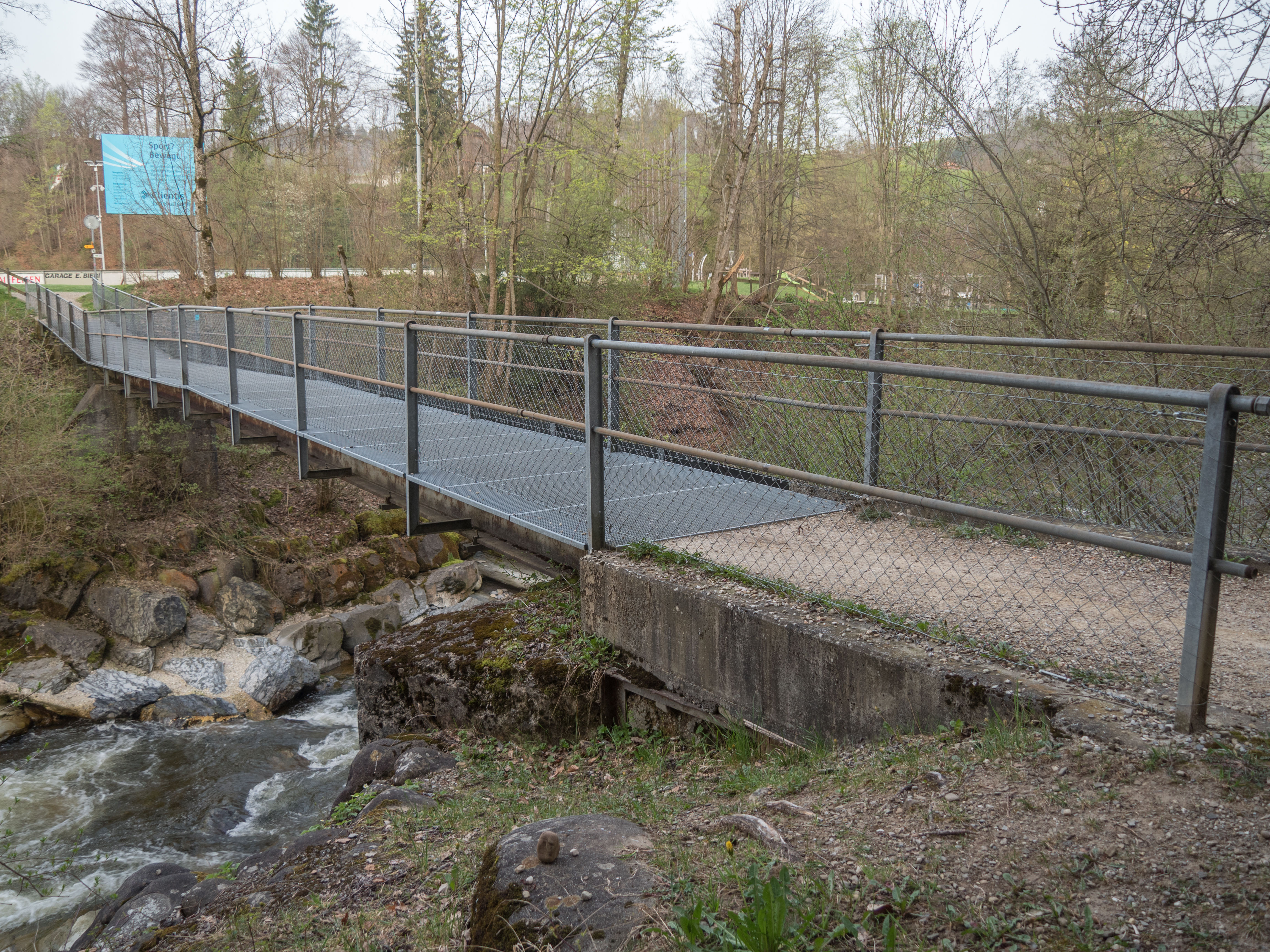
Fussgängerbrücke beim Sportplatz Farbschachen
SBB-Brücke
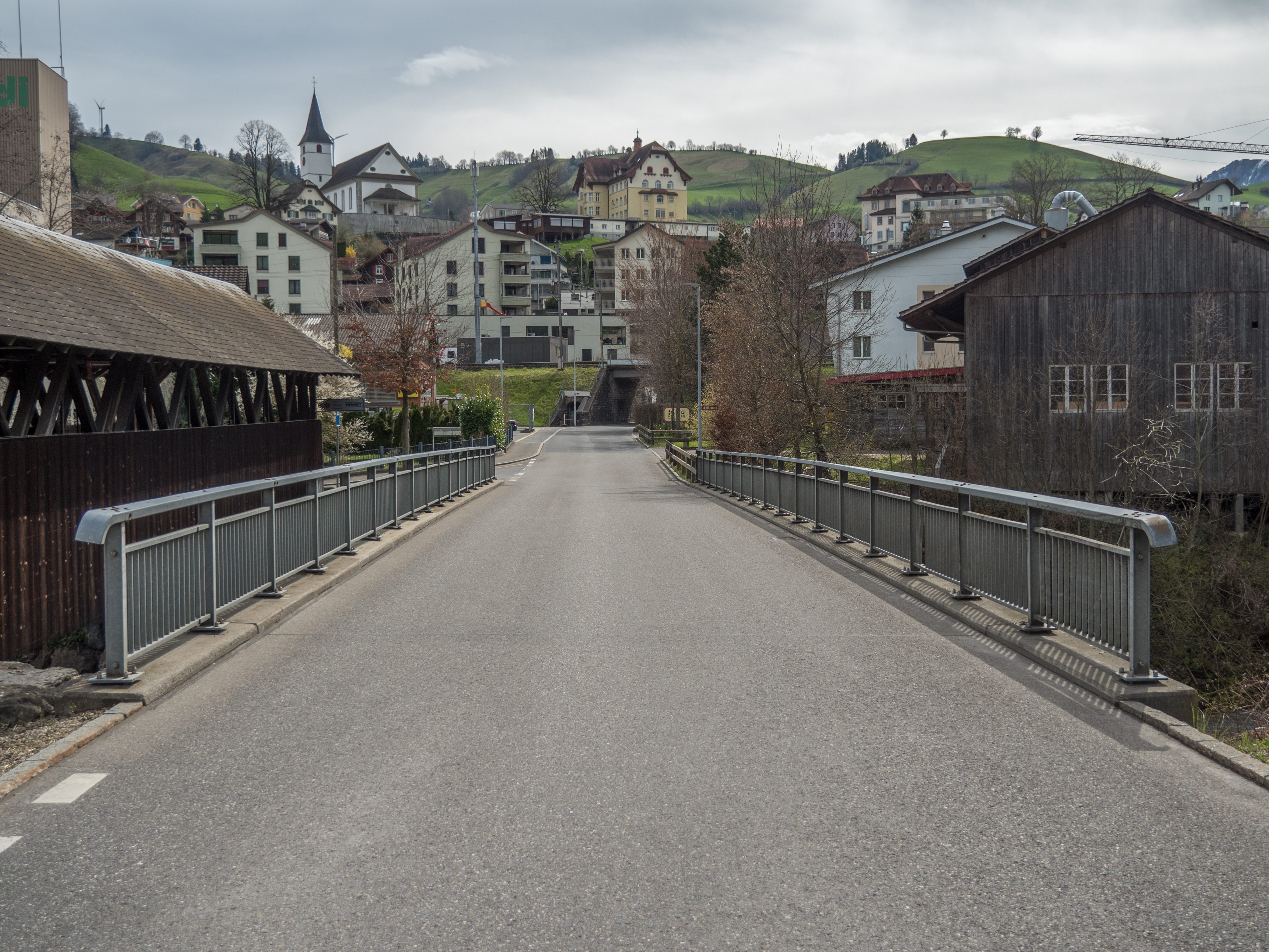
Strassenbrücke bei Zwischenwassern von 2003
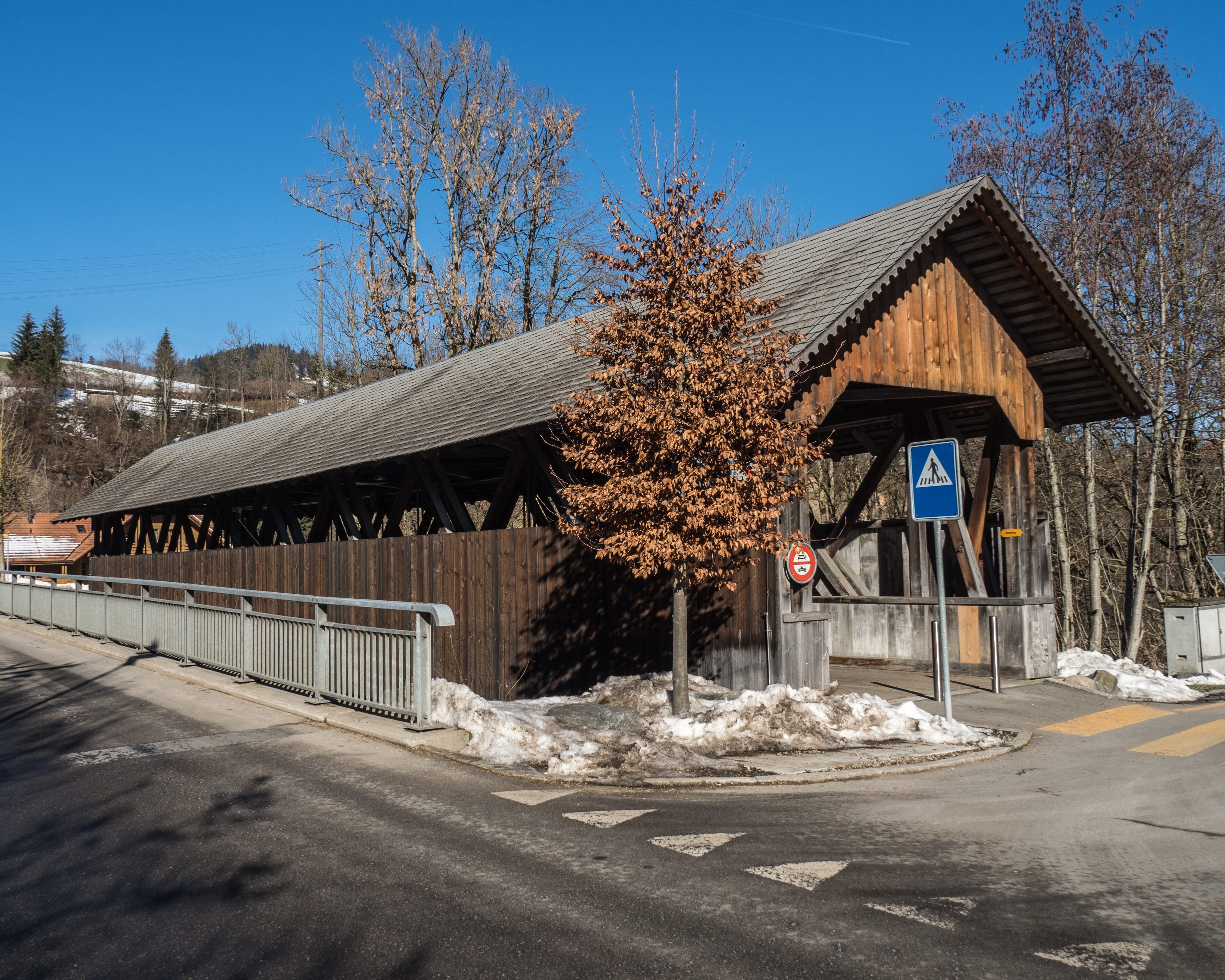
Denkmalgeschützte Zwischenwassernbrücke von 1888